# Merfyn Frych
Merfyn Frych ('Merfyn el pecoso'; latín, Mermin), también conocido como Merfyn ap Gwriad ('Merfyn hijo de Gwriad') y Merfyn Camwry ('Merfyn el Opresor'), fue rey de Gwynedd de 825 a 844 aproximadamente, el primer rey no descendiente de la línea masculina de Cunedda.
Poco se sabe de su reinado, y es notable principalmente por ser el padre de Rhodri el Grande y fundador de su dinastía, que a veces fue llamada Merfynion. Merfyn llegó al trono en el periodo posterior a la sangrienta lucha dinástica entre dos rivales llamados Cynan y Hywel– generalmente identificado con los hijos de Rhodri Molwynog, a pesar de que debían tener 70 u 80 años en aquel momento- en una época en la que el reino estaba bajo la presión de Mercia.
Los Annales Cambriae informan que Merfyn murió alrededor de 844, el mismo año en que una batalla tuvo lugar en Cetyll, pero no es seguro que ambos acontecimientos guarden relación.

## Fondo político

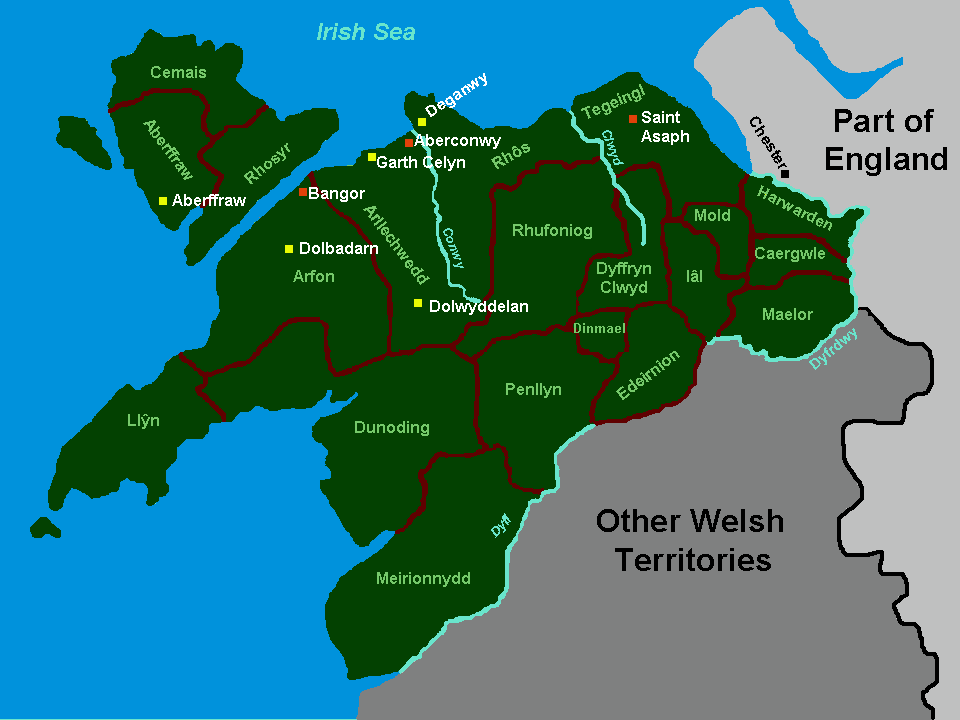
Un mapa general de Gwynedd mostrando el cantrefi.

Los años previos al reinado de Merfyn el reinado fueron de incertidumbre para Gwynedd y su vecino Powys. Ambos reinos estaban inmersos en conflictos dinásticos internos, la presión externa de Mercia, y desafortunados eventos naturales. En 810, hubo una peste bovina que mató mucho ganado (la principal forma de riqueza en la época) en todo Gales. Al año siguiente, la antigua llys de madera de Deganwy fue golpeada por un rayo. Una guerra destructiva por el control de Gwynedd se libró entre 812 y 816, mientras en Powys un hijo del rey fue asesinado por su hermano "a través de traición". En 818, hubo una batalla notable en Llanfaes en Anglesey. Aunque las fuentes no identifican a los combatientes, el lugar había sido el llys del rey Cynan.
Coenwulf de Mercia aprovechó la situación en 817, ocupando Rhufoniog y devastando las montañas de Snowdonia. La costa de Gales a lo largo del estuario del Dee debió de estar bajo control de Mercia en 821, ya que está registrada la muerte de Coenwulf en Basingwerk en aquel año. En 823, Mercia devastó Powys y regresó a Gwynedd para incendiar Deganwy. Gwynedd y Powys pudieron respirar cuando Mercia desvió su atención a otras frentes y las suertes cambiaron. Beornwulf fue asesinado luchando en Estanglia en 826, su sucesor Ludeca padeció el mismo destino al año siguiente, y Mercia fue conquistada y ocupada por Ecgberht de Wessex en 829. Aunque Mercia logró zafarse del dominio de Ecgberht, nunca recuperó su anterior posición en Gales o Inglaterra oriental.

## Familia y matrimonio
Merfyn estaba vinculado a la anterior dinastía a través de su madre Esyllt, hija de Cynan, más que a través de su padre Gwriad ap Elidyr. Como los orígenes de su padre son oscuros, así son sus bases de su reclamación al trono.
Se sabe muy poco del padre de Merfyn, Gwriad. Merfyn afirmaba descender de Llywarch Hen a través de él, y el pedigrí real en Jesus College MS 20 afirma que Gwriad era hijo de Elidyr, que lleva el mismo nombre de su antepasado, el padre de Llywarch Hen, Elidyr lydanwyn. Apoyando la veracidad de esta genalogía, una entrada de los Annales Cambriae, afirma que Gwriad, hermano de Rhodri el Grande, fue muerto en Anglesey por los sajones. Es decir, Merfyn nombró uno de sus hijos por de su padre Gwriad.
El descubrimiento de una cruz con la inscripción Quid Guriat (en inglés: Cross of Gwriad) en la isla de Man y datada en torno a los siglos VIII o IX plateó la cuestión de si la posible conexión de Gwriad con "Manaw" sería Manaw Gododdin, un antiguo reino britano, o Isla de Man (en galés: Ynys Manaw). John Rhys sugirió que Gwriad bien se podría haber refugiado en Man durante la sangrienta lucha entre Cynan y Hywel antes de la ascensión de Merfyn al trono, y que la cruz quizás se refiere al refugiado Gwriad, padre de Merfyn. Continúa indicando que las Tríadas galesas mencionan a un 'Gwryat hijo de Gwryan en el norte'. Otras ubicaciones para "Manaw" han sido sugeridas, incluyendo Irlanda, Galloway y Powys.
Mientras que la sugerencia de Rhys no deja de ser plausible, su referencia a Gwrian, padre de Gwriad, contradice el pedigrí real, que afirma que Gwriad era hijo de Elidir, así que puede tratarse de una confusión de dos personas diferentes llamadas Gwriad. El nombre de Gwriad aparece como norteño en las Tríadas galesas cuando a uno de los "Tres reyes, que eran hijos de desconocidos" (a veces referidos como los "Tres Reyes Campesinos"), se lo identifica como hijo de "Gwrian en el norte".
Merfyn alió a su propia familia real con la de Powys al casarse con Nest, hija o hermana del rey Cadell ap Brochfael.[Nota 2]

## Reinado
Es muy poco lo que sabemos acerca del reinado de Merfyn. Thornton sugiere que Merfyn estaba probablemente entre los reyes galeses que fueron derrotados por Ecgberht de Wessex, en el año 830, pero es desconocido como esto afectó al gobierno de Merfyn.
Merfyn es mencionado como rey de los Britanos en una adición del copista[./Merfyn_Frych#cite_note-23 [nota] 3] a la Historia Brittonum y en el Bamberg Criptograma, [./Merfyn_Frych#cite_note-26 [nota 4]] pero como ambas fuentes están vinculadas a personas que vivieron en la corte de Merfyn durante su reinado, no debería ser considerado más allá de una referencia respetuosa a su patrón por sus servidores.
En las fuentes literarias, el nombre de Merfyn aparece en el Diálogo entre Myrddin y su hermana Gwenddydd (en galés: Cyfoesi Myrddin a Gwenddydd ei chwaer:   ), encontrado en el manuscrito de mediados del siglo XIII conocido como Libro Rojo de Hergest. El diálogo es una profecía de los reyes futuros, y lista entre ellos Merfyn en el pasaje "meruin vrych o dir manaw" (en inglés: Merfyn Frych of the land of Manau).

## Descendencia
- Rhodri El Grande
- Gwriad